# Згорња Бачкова
Згорња Бачкова (словен. Zgornja Bačkova) је насељено место у општини Света Ана, Подравска регија, Словенија.

## Историја
До територијалне реорганизације у Словенији била је у саставу старе општине Ленарт.

## Становништво
У попису становништва из 2011. године, Згорња Бачкова је имала 42 становника.
| Број становника према пописима | Број становника према пописима | Број становника према пописима |
| ------------------------------ | ------------------------------ | ------------------------------ |
| 1991                           | 2002                           | 2011                           |
| 45                             | 44                             | 42                             |

Напомена: Године 1963. настала деобом и укидањем некадашњег насеља Бачкова.